# Bruce Johnstone
Bruce Johnstone (* 30. Januar 1937 in Durban, Südafrika; † 3. März 2022) war ein südafrikanischer Automobilrennfahrer.

## Karriere
Bruce Johnstone fuhr in den späten 1950er-Jahren Tourenwagenrennen auf einem Volvo und wechselte 1960 zu den Monoposti. In Südafrika wurde er ein bekannter Rennfahrer, als er beim Formula-Libre-South-African-Grand-Prix den sechsten Rang belegte. Das Rennen gewann der belgische Grand-Prix-Pilot Paul Frère. 1961 erreichte er in der südafrikanischen Formel-Meisterschaft den zweiten Gesamtrang hinter Syd van der Vyver. Dieser Erfolg brachte ihm einen Werksvertrag beim Yeoman Credit Racing Team von Reg Parnell ein. Die Partnerschaft stand unter keinem guten Stern. Sowohl beim Natal-Grand-Prix als auch beim Training zum Großen Preis von Südafrika hatte Johnstone einen Unfall.
1962 kam Johnstone nach Europa. Er gewann gemeinsam mit Peter Ashdown auf einem Lotus 23 die Klasse bis 1,5-Liter beim 1000-km-Rennen auf dem Nürburgring. Er steuerte einen Werks-B.R.M. beim Gold Cup im Oulton Park und wurde am Ende des Jahres mit dem BRM P48 Neunter beim Großen Preis von Südafrika.
Obwohl Johnstone ein talentierter Fahrer war, er gewann mit David Piper auf einem Ferrari 250 GTO das 9-Stunden-Rennen von Kyalami im Dezember 1962, beendete er seine Karriere im Frühjahr 1963.
Er starb am 3. März 2022.

## Statistik

### Statistik in der Automobil-Weltmeisterschaft
Diese Statistik umfasst alle Teilnahmen des Fahrers an der Automobil-Weltmeisterschaft, die heutzutage als Formel-1-Weltmeisterschaft bezeichnet wird.

#### Gesamtübersicht
| Saison | Team                     | Chassis    | Motor      | Rennen | Siege | Zweiter | Dritter | Poles | schn. Rennrunden | Punkte | WM-Pos. |
| ------ | ------------------------ | ---------- | ---------- | ------ | ----- | ------- | ------- | ----- | ---------------- | ------ | ------- |
| 1962   | Owen Racing Organisation | BRM P48/57 | BRM 1.5 V8 | 1      | −     | −       | −       | −     | −                | −      | −       |
| Gesamt | Gesamt                   | Gesamt     | Gesamt     | 1      | −     | −       | −       | −     | −                | −      |         |

#### Einzelergebnisse
| Saison | 1 | 2 | 3 | 4 | 5 | 6 | 7 | 8 | 9 |
| ------ | - | - | - | - | - | - | - | - | - |
| 1962   |   |   |   |   |   |   |   |   |   |
|        |   |   |   |   |   |   |   | 9 |   |

| Legende  | Legende            | Legende                                                          |
| Farbe    | Abkürzung          | Bedeutung                                                        |
| -------- | ------------------ | ---------------------------------------------------------------- |
| Gold     | –                  | Sieg                                                             |
| Silber   | –                  | 2. Platz                                                         |
| Bronze   | –                  | 3. Platz                                                         |
| Grün     | –                  | Platzierung in den Punkten                                       |
| Blau     | –                  | Klassifiziert außerhalb der Punkteränge                          |
| Violett  | DNF                | Rennen nicht beendet (did not finish)                            |
| Violett  | NC                 | nicht klassifiziert (not classified)                             |
| Rot      | DNQ                | nicht qualifiziert (did not qualify)                             |
| Rot      | DNPQ               | in Vorqualifikation gescheitert (did not pre-qualify)            |
| Schwarz  | DSQ                | disqualifiziert (disqualified)                                   |
| Weiß     | DNS                | nicht am Start (did not start)                                   |
| Weiß     | WD                 | zurückgezogen (withdrawn)                                        |
| Hellblau | PO                 | nur am Training teilgenommen (practiced only)                    |
| Hellblau | TD                 | Freitags-Testfahrer (test driver)                                |
| ohne     | DNP                | nicht am Training teilgenommen (did not practice)                |
| ohne     | INJ                | verletzt oder krank (injured)                                    |
| ohne     | EX                 | ausgeschlossen (excluded)                                        |
| ohne     | DNA                | nicht erschienen (did not arrive)                                |
| ohne     | C                  | Rennen abgesagt (cancelled)                                      |
| ohne     | keine WM-Teilnahme |                                                                  |
| sonstige | P/fett             | Pole-Position                                                    |
| sonstige | 1/2/3/4/5/6/7/8    | Punktplatzierung im Sprint-/Qualifikationsrennen                 |
| sonstige | SR/kursiv          | Schnellste Rennrunde                                             |
| sonstige | *                  | nicht im Ziel, aufgrund der zurückgelegten Distanz aber gewertet |
| sonstige | ()                 | Streichresultate                                                 |
| sonstige | unterstrichen      | Führender in der Gesamtwertung                                   |

### Einzelergebnisse in der Sportwagen-Weltmeisterschaft
| Saison | Team       | Rennwagen | 1   | 2   | 3   | 4   | 5   | 6   | 7   | 8   | 9   | 10  | 11  | 12  | 13  | 14  | 15  |
| ------ | ---------- | --------- | --- | --- | --- | --- | --- | --- | --- | --- | --- | --- | --- | --- | --- | --- | --- |
| 1962   | Ian Walker | Lotus 23  | DAY | SEB | SEB | MAI | TAR | BER | NÜR | LEM | TAV | CCA | RTT | NÜR | BRI | BRI | PAR |
| 1962   | Ian Walker | Lotus 23  |     |     |     | 8   |     |     |     |     |     |     |     |     |     |     |     |